# ベンジル基

ベンジル基

ベンジル基 (benzyl group) は有機化学における原子団のひとつで、芳香族アルキル基の一種。トルエン上のメチル基から水素1個が失われた構造にあたる1価の置換基である。構造式は C6H5CH2− と表される。しばしば Bn または Bzl と略記される。
C6H5CH= の構造を持つ2価の置換基はベンザル基 (benzal group)、あるいはベンジリデン基 (benzylidene group) と呼ばれる。

## 保護基としての利用
ヘテロ原子に結合したベンジル基はパラジウム触媒存在下水素添加を行うことで切断される（加水素分解）。これを利用し、ヒドロキシ基やカルボキシ基、アミノ基の保護基として常用される。ベンジル基は酸性・塩基性・求核剤・ヒドリド還元などに対して安定であるため、保護基としての利用価値は高い。またバーチ還元、三塩化ホウ素などの強いルイス酸、強酸とチオールの組み合わせなどによっても切断することが可能である。

## ベンジル化
ベンジル基を導入する反応をベンジル化と呼ぶ。通常、臭化ベンジルを用いた求核置換反応により行う。例えば、アルコールのヒドロキシ基のベンジル化は、アルコキシドを経由するウィリアムソン合成の手法による。塩基としては水素化ナトリウムなどがよく用いられる。
{\displaystyle {\ce {ROH\ +{\mathit {base}}->RO^{-}}}}
{\displaystyle {\ce {RO^-\ + C6H5CH2Br -> ROCH2C6H5\ + Br^-}}}

## 主な化合物
酢酸ベンジルはジャスミンの香り成分の1つである。

## ベンジル位
ベンゼン環にアルキル基が結びついているとき、そのアルキル基においてベンゼン環が直接乗っている炭素の位置を ベンジル位 と呼ぶ。共鳴によってアニオンやカチオンやラジカルが安定化を受ける位置である。